# Delta Tour Zeeland 2011
La 4e édition du Delta Tour Zeeland s'est déroulée du 10 au 12 juin 2011. L'Allemand Marcel Kittel l'a emporté en devançant les Néerlandais Theo Bos et Jos van Emden.

## Étapes
| Étape     | Date    | Villes étapes           | type                        | Distance (km) | Vainqueur d'étape | Leader du classement général |
| --------- | ------- | ----------------------- | --------------------------- | ------------- | ----------------- | ---------------------------- |
| Prologue  | 10 juin | Flessingue – Flessingue | contre-la-montre individuel | 3,8           | Jos van Emden     | Jos van Emden                |
| 1re étape | 11 juin | Middelbourg – Goes      | étape de plaine             | 192,8         | Marcel Kittel     | Marcel Kittel                |
| 2e étape  | 12 juin | Terneuzen – Terneuzen   | étape de plaine             | 195,8         | Steven Caethoven  | Marcel Kittel                |

## Évolution des classements
| Étape (Vainqueur)         | Classement général | Classement par points | Classement des sprints intermédiaires | Classement du meilleur jeune | Classement par équipes |
| ------------------------- | ------------------ | --------------------- | ------------------------------------- | ---------------------------- | ---------------------- |
| Prologue Jos van Emden    | Jos van Emden      | Jos van Emden         | Non attribué                          | Marcel Kittel                | Rabobank               |
| 1re étape Marcel Kittel   | Marcel Kittel      | Marcel Kittel         | Michael Matthews                      | Marcel Kittel                | Skil-Shimano           |
| 2e étape Steven Caethoven | Marcel Kittel      | Marcel Kittel         | Michael Matthews                      | Marcel Kittel                | Skil-Shimano           |

## Classements finals

### Classement général
|    | Cycliste            | Pays      | Équipe                  |    | Temps           |
| -- | ------------------- | --------- | ----------------------- | -- | --------------- |
| 1  | Marcel Kittel       | Allemagne | Skil-Shimano            | en | 8 h 58 min 09 s |
| 2  | Theo Bos            | Pays-Bas  | Rabobank                | +  | 4 s             |
| 3  | Jos van Emden       | Pays-Bas  | Rabobank                |    | 6 s             |
| 4  | Roger Kluge         | Allemagne | Skil-Shimano            |    | 6 s             |
| 5  | Michael Matthews    | Australie | Rabobank                |    | 6 s             |
| 6  | Bram Schmitz        | Pays-Bas  | Verandas Willews-Accent |    | 11 s            |
| 7  | Tom Veelers         | Pays-Bas  | Skil-Shimano            |    | 11 s            |
| 8  | Yoann Offredo       | France    | La Française des jeux   |    | 12 s            |
| 9  | Christoph Pfingsten | Allemagne | De Rijke                |    | 14 s            |
| 10 | Graeme Brown        | Australie | Rabobank                |    | 14 s            |

### Classement par points
|   | Cycliste       | Pays      | Équipe          | Points |
| - | -------------- | --------- | --------------- | ------ |
| 1 | Marcel Kittel  | Allemagne | Skil-Shimano    | 62     |
| 2 | Theo Bos       | Pays-Bas  | Rabobank        | 53     |
| 3 | Aidis Kruopis  | Lituanie  | Landbouwkrediet | 32     |
| 4 | Wietse Bosmans | Belgique  | BKCP-Powerplus  | 29     |
| 5 | Jos van Emden  | Pays-Bas  | Rabobank        | 28     |

### Classement des sprints intermédiaires
|   | Cycliste         | Pays     | Équipe                | Points |
| - | ---------------- | -------- | --------------------- | ------ |
| 1 | Michael Matthews | Rabobank | Australie             | 5      |
| 2 | Tom Veelers      | Pays-Bas | Skil-Shimano          | 5      |
| 3 | Bert De Backer   | Belgique | Skil-Shimano          | 5      |
| 4 | Martin Mortensen | Danemark | Leopard-Trek          | 5      |
| 5 | Cédric Pineau    | France   | La Française des jeux | 5      |

### Classement du meilleur jeune
|   | Cycliste            | Pays      | Équipe                |    | Temps          |
| - | ------------------- | --------- | --------------------- | -- | -------------- |
| 1 | Marcel Kittel       | Allemagne | Skil-Shimano          | en | 8 h 58 min 9 s |
| 2 | Roger Kluge         | Allemagne | Skil-Shimano          | +  | 6 s            |
| 3 | Michael Matthews    | Australie | Rabobank              |    | 6 min          |
| 4 | Yoann Offredo       | France    | La Française des jeux |    | 12 s           |
| 5 | Christoph Pfingsten | Allemagne | De Rijke              |    | 14 s           |

### Classement par équipes
|   | Équipe                        | Pays     |    | Temps            |
| - | ----------------------------- | -------- | -- | ---------------- |
| 1 | Skil-Shimano                  | Pays-Bas | en | 26 h 54 min 52 s |
| 2 | Rabobank                      | Pays-Bas | +  | 0 s              |
| 3 | Verandas Willews-Accent       | Belgique |    | 13 s             |
| 4 | Équipe nationale néerlandaise | Pays-Bas |    | 21 s             |
| 5 | De Rijke                      | Pays-Bas |    | 25 s             |